# 錫口
錫口，是臺北市的一個老地名，位於今松山區東南角及信義區東北角，饒河街及松山火車站周邊，永吉國中及松隆路以北區域。

## 歷史
錫口為今台灣臺北市松山之舊名，其名源自巴賽族Malysyakkaw（Malotsigauan）社，早期以台語音譯為麻里折口社、猫里錫口社、錫口社。錫口於巴賽語的意思中為「河流彎曲處」，其中「河流」指的就是現今的基隆河，1920年日本人推行地方改制，認為「錫口」景色和與日本四國的松山相似，就用「松山」代替「錫口」，而松山地名就沿用至今，國民政府接管臺灣後，亦以松山區為行政區名稱。
錫口於1709年的陳賴章墾號中，成為漢人移民地。後成為泉州同安人聚落，稱作錫口庄。該庄居於基隆河畔，有船利，因此在松山慈祐宮附近（今 饒河街）形成「錫口街」，屬大佳臘堡。在當時沒有大規模的市場時，慈祐宮前的廣場就變成了臨時的攤販集中地，直到1909年才有松山市場的設立，慈祐宮到松山市場的部分稱為「頂街」，松山市場到塔悠路口則叫作「下街」。

### 錫口十三庄
「松山區」的範圍在不同時代有不同的認知，官方依行政上的需要劃有松山庄、松山區。而在民間的認知中「錫口街」周邊的區域稱為錫口十三庄，包含：
- 今松山區：錫口街、舊里族庄、東勢庄、上塔悠庄、中崙庄（部分中山區、大安區）
- 今信義區：中坡庄、五分埔庄、興雅庄、三張犁庄、車層庄（部分大安區）
- 今南港區：西新庄、後山陂庄
- 今內湖區：洲尾庄

## 交通
臺灣鐵路縱貫線、台北捷運松山新店線通過錫口地區，設有松山車站。

## 著名地標
- 饒河街觀光夜市
- 松山慈祐宮
- 台北府城隍廟
- 松山霞海城隍廟

## 學校
- 松山國小
- 永吉國中（部分）